# سيجي ميزوشيما
سيجي ميزوشيما (水島精二 ميزوشيما سيجي) هو مخرج أنمي ياباني ولد في 28 يناير 1966 في فوتشو، طوكيو.

## أعماله في مجال الإخراج

### مسلسلات أنمي تلفزيونية
- جينيريتر جاول
- داي جارد
- i-wish you were here-
- شامان كينج
- خيميائي الفولاذ
- أويدو روكيت
- البدلة المتنقلة جاندام 00
- حضانة هانامارو
- أن-غو
- ناتسويرو كيسيكي
- كونكريت ريفولوتيو: فنتازيا الخوارق
- كونكريت ريفولوتيو: فنتازيا الخوارق THE LAST SONG
- بيتليس

### أفلام أنمي
- فيلم خيميائي الفولاذ: محتل شامبالا
- فيلم البدلة المتنقلة جاندام 00: أ ويكينينج أوف ذا تريلبليزر
- النفي من الفردوس

## أعماله خارج مجال الإخراج
- نيون جينيسيس إيفانجيليون (إخراج الحلقات (الحلقة 9))
- سلايرز NEXT (رسم لوحة القصة، إخراج الحلقات)
- تيلز أوف إيتيرنيا ذي أنيميشن (رسم لوحة القصة)
- أيكاتسو! (المشرف)
- بليزبلو ألتر ميموري (مساعد الإخراج)
- أحجية الشر (رسم لوحة القصة (الحلقة 12))

## وصلات خارجية
- سيجي ميزوشيما على موقع IMDb (الإنجليزية)
- سيجي ميزوشيما على موقع ألو سيني (الفرنسية)
- سيجي ميزوشيما على موقع ميوزك برينز (الإنجليزية)
- سيجي ميزوشيما على موقع أول موفي (الإنجليزية)
- سيجي ميزوشيما على موقع قاعدة بيانات الفيلم (الإنجليزية)
- سيجي ميزوشيما على موقع كينوبويسك (الروسية)
- سيجي ميزوشيما على موقع ANN person (الإنجليزية)
- صفحة IMDb